# 기관위임사무
기관위임사무(機關委任事務)란 국가 또는 광역지방자치단체가 법령에 의하여 지방자치단체의 기관에게 그 사무를 위임하는 것을 말한다.

## 판례
기관위임사무는 원칙적으로 자치조례의 제정범위에 속하지 아니하나 그에 관한 개별법령에서 일정한 사항을 조례로 정하도록 위임하고 있는 경우에는 위임받은 사항에 관하여 개별법령의 취지에 부합하는 범위 내에서 위임조례를 정할 수 있다.